# 神宮道

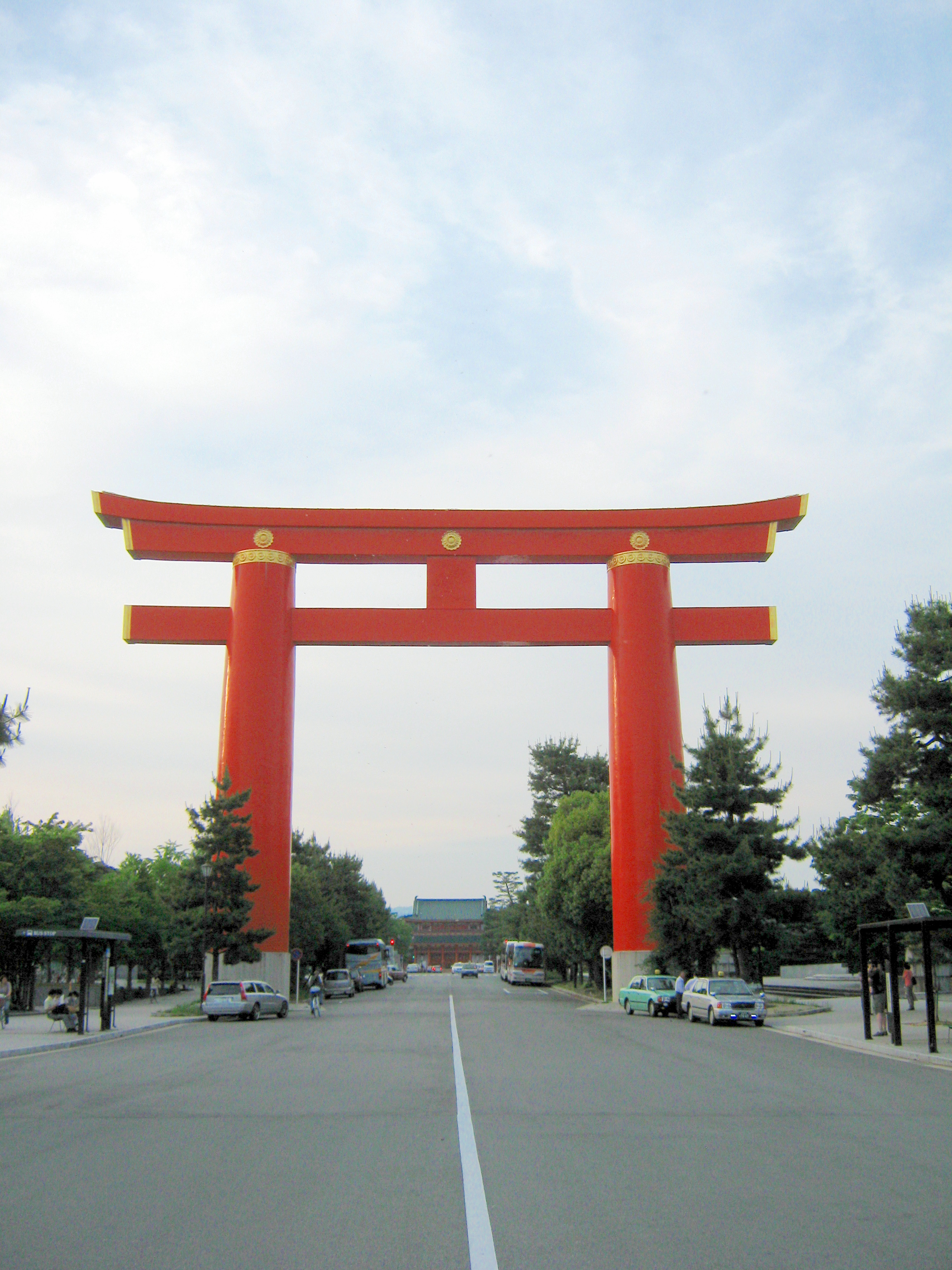
平安神宮大鳥居前（2010年）

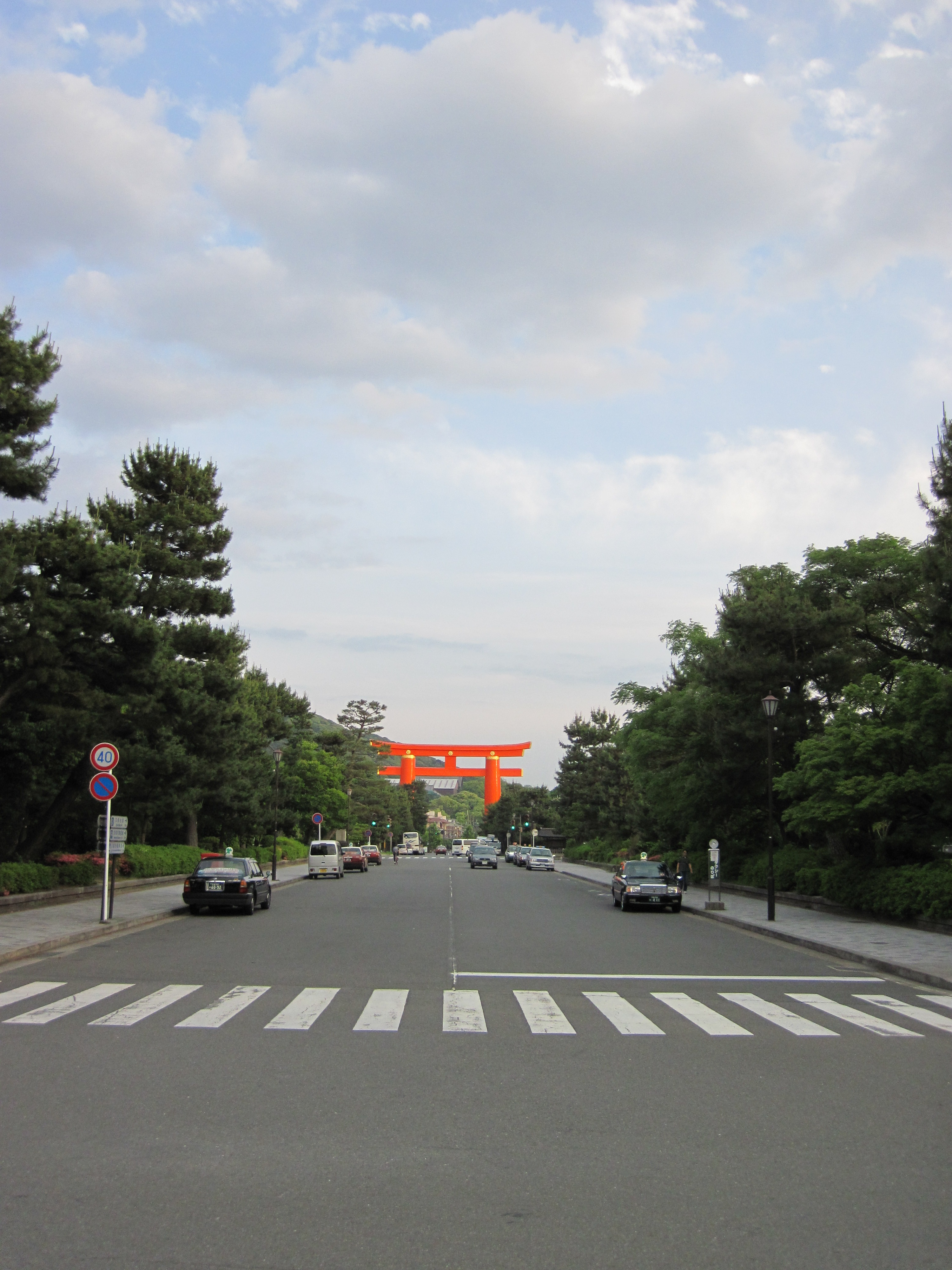
平安神宮より二条通・大鳥居方向。車道時代（2010年）

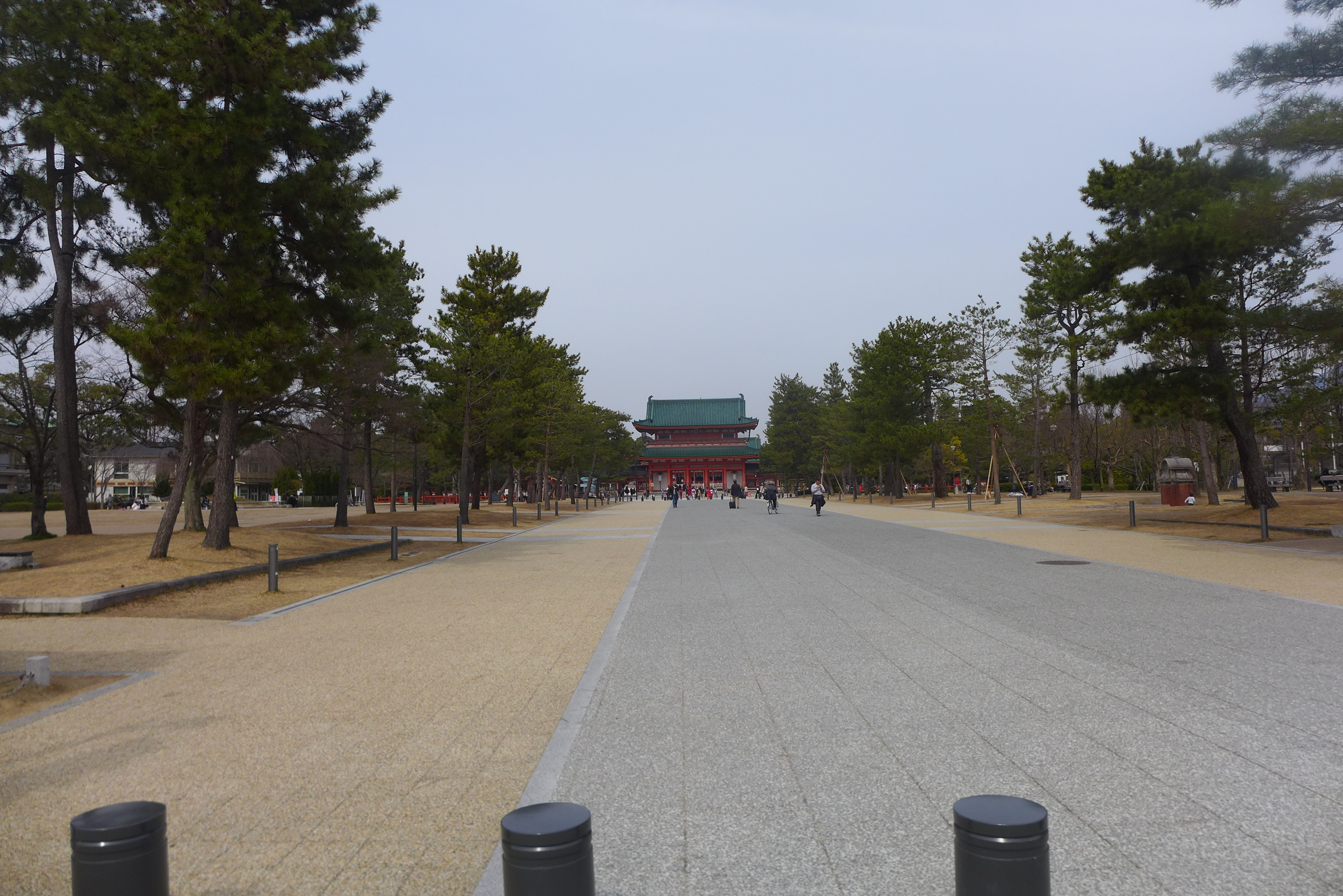
二条通より北側。歩行者専用の園路に（2017年3月5日）

神宮道（じんぐうみち）は、京都市の南北の通りの一つ（京都市道）。平安神宮應天門から南へ大鳥居を潜り、琵琶湖疏水を慶流橋で渡り、三条通と交差して知恩院三門、円山公園まで続く。東山の観光地を結ぶ道路のため観光客が多い。

## 概要
平安神宮應天門から南へ延びる道路だが、冷泉通から二条通間は市道としては廃止されており、「岡崎プロムナード」内の遊歩道となっている。二条通から粟田緯10号線（三条通の1本南の道路）までの区間は2車線となっているが、そこから華頂通までの区間は南向き一方通行の1車線道路となる。華頂通から南は2車線に戻り、終点の知恩院南門へ至る。

### 路線データ
下記は京都市認定路線としての起点・終点である。
- 起点：京都市左京区岡崎最勝寺町94番地地先（二条通交点）
- 終点：京都市東山区林下町400番地の2地先（知恩院南門）

### 歴史
明治維新前、愛宕郡岡崎村（現在の京都市岡崎地域）には加州屋敷（加賀藩）、阿波屋敷（徳島藩）、越前屋敷（福井藩）、彦根屋敷（彦根藩）等の大規模な藩邸が建てられていたが、現在の神宮道に相当する道路（「粟田門前通」）は、白川（現在の左京区・東山区境界）以南から三条通までしか通っていなかった。三条通から南側は青蓮院の境内であり、参道が西門（四脚門）付近までしか通じていなかったが、明治5年11月1日（1872年12月1日）に青蓮院境内に粟田口仮療病院（京都府立医科大学の前身）が開設されると、同年11月11日（1872年12月11日）に療病院の西門より良正院の境内空地を経て知恩院山内へ通じる新道が開かれ、往還可能となった。
1895年（明治28年）、岡崎地域で第四回内国勧業博覧会と平安遷都千百年紀念祭が実施され、平安遷都千百年紀念祭の紀念殿として平安神宮が創建された。1899年（明治32年）12月、平安神宮應天門前の冷泉通から慶流橋までの間の市有地が風致保存のために官有地となり、平安神宮の参道として、應天門と慶流橋を結ぶ「應天門通（応天門通）」が整備された。また、慶流橋以南の道路も「粟田門前通」から「應天門通」に改称した。
当初、紀念殿（平安神宮）は粟田門前通の軸に合わせて計画されたが、建設予定地にあった撤去予定の古塚が後三条天皇の御荼毘所（火葬塚：現在の天王塚陵墓参考地）だったことが判明し、この塚を保護するために西に10間（約18.2m）移動して建設された。そのため、慶流橋以北の神宮道は南北軸から西にずれて建設されている。
1928年（昭和3年）5月24日、京都市告示第252号により「應天門通」から「神宮道」に改称された。当時の起点は冷泉通岡崎最勝寺町神宮社地、終点は粟田口三條坊町二二。その後、円山公園の北側入口となる知恩院南門までの区間も神宮道に指定されている。
2014年（平成26年）3月に「左京区岡崎における神宮道（冷泉通～二条通）と公園の再整備基本計画」が策定され、2015年（平成27年）1月16日の京都市告示第516号・517号により、神宮道の一部（冷泉通～二条通間）については、道路法に基づく市道路線の廃止、及び道路の供用が廃止され、認定道路の「神宮道」としては廃止された。同区間121mは歩行者専用の石畳風園路として整備を行い、2015年（平成27年）9月1日に岡崎公園に編入され、「岡崎プロムナード」の園路として供用開始された。

## 景観保全
岡崎地域は「京都岡崎の文化的景観」として重要文化的景観に選定されており、「神宮道及びマツ並木」、「慶流橋」が重要な構成要素の一つとして指定されている。
また、同地域を含む東山一帯は京都市風致地区条例（昭和45年4月9日条例第7号）に基づき東山風致地区に指定されており、特にきめ細かな制限が必要な地域は「特別修景地域」に指定され、岡崎地域の神宮道は「岡崎公園地区特別修景地域」、粟田緯10号線以南の神宮道は「青蓮院・知恩院特別修景地域」により、風致・景観を維持するための様々な規制が行われている。
この他に、京都市眺望景観創生条例（平成19年3月23日条例第30号）及び京都市眺望景観創生条例に基づく眺望空間保全区域等の指定等により、平安神宮から慶流橋までの神宮道（視点場）及び「視点場（参道等）の境界線からの水平距離が30m以内の範囲」が近景デザイン保全区域（参道等）に、平安神宮を視点場（境内）とする「視点場（境内）の範囲の境界線からの水平距離が500m以内の範囲」に含まれる神宮道が近景デザイン保全区域（境内）に、粟田緯10号線以南の神宮道（視点場）及び「視点場（参道等）の境界線からの水平距離が30m以内の範囲」が近景デザイン保全区域（参道等）に、知恩院を視点場（境内）とする「視点場（境内）の範囲の境界線からの水平距離が500m以内の範囲」に含まれる神宮道が近景デザイン保全区域（境内）に、それぞれ指定されている。
また、慶流橋付近は「川端通から疏水記念館までの琵琶湖疏水の疏水界又は当該疏水沿いの道路の境界線からの水平距離が20m又は30m以内の範囲」として別途、近景デザイン保全区域に指定されている。これらにより、神宮道の起点から終点まで近景デザイン保全区域に指定されている。

## 都市計画道路
1927年（昭和2年）2月1日に都市計画道路として二等大路第三類第二號線（路線名は「II・III・2 清水神宮道」）が指定された。「下京區淸水寺門前淸水一丁目二百八十四番地ヨリ同區淸水寺門前西入二丁目淸水二丁目、同區下河原通髙臺寺門前下河原町ヲ經テ同區三條通白川橋東入三丁目夷町百五十六番地ニ至ルノ路線」で、清水寺の門前から松原通（清水坂）を下り、京都市立清水小学校（現在のザ・ホテル青龍 京都清水）付近で北上して敷地の東脇を通り、高台寺公園、円山公園を縦断して神宮道を北上、三条神宮道交差点の手前に至る、幅員11mの道路が計画されていたが、山の中腹を横断する無謀な計画であり、執行されなかった。

## 道路施設
慶流橋（けいりゅうはし）
琵琶湖疏水（鴨東運河）に架かる橋。第四回内国勧業博覧会会場の正門の橋として、1894年（明治27年）12月竣工、翌1895年（明治28年）4月1日開通。「慶流橋」の名前は『続日本紀』の記述にちなむ。
1963年（昭和38年）、車輌通行に対応するため、それまでの木橋からPC橋に架け替えられ、高欄は平安神宮大鳥居に合わせて朱塗が施された。橋長24m、幅員23.0m。
また、高欄には青銅製の擬宝珠が取り付けられており、擬宝珠には平安京を造営した桓武天皇を言祝ぐ言葉と、平安神宮創建に対する市民の慶びを伝える銘文が刻まれている。

## 沿道の主な施設
- 岡崎公園
  - 平安神宮
  - 平安神宮大鳥居
  - 京都市美術館
  - 京都府立図書館
  - 京都国立近代美術館
- 琵琶湖疏水
- 青蓮院
- 知恩院
- 円山公園

## 交差する道路
- 冷泉通
- 二条通
- 仁王門通
- 三条通
- 華頂通
- 知恩院道

## 公共交通
三条京阪、四条河原町、京都駅方面への京都市営バス路線が三条通～二条通間で設定されている。また、京都市営バス路線「京都岡崎ループ」（京都岡崎ループバス）が神宮道の市道区間全線を通過するように路線が設定されているが、2022年から休止中である。

## 参考資料
- 歴史的資産周辺の景観情報（京都市景観情報共有システム）
  - 知恩院周辺エリア、2018年9月19日
  - 平安神宮周辺エリア、2018年9月19日